# Bezoczkowate
Bezoczkowate (Ferussaciidae) – rodzina ślimaków trzonkoocznych (Stylommatophora), obejmująca około 90 gatunków lądowych, często ślepych, o muszli małej, wysokości około 5 mm, wrzecionowatej, błyszczącej i szklistej. 
Występują w wielu regionach świata (Afryka, Europa, strefa tropikalna Ameryki i Azji). W zapisie kopalnym znane są z górnego eocenu. W Polsce występuje 1 przedstawiciel tej rodziny: bezoczka podziemna (Cecilioides acicula). Żyją pod ziemią.
W obrębie rodziny Ferussaciidae wyróżniono rodzaje:
- Amphorella R.T. Lowe, 1852
- Calaxis Bourguignat, 1887
- Cecilioides A. Férussac, 1814
- Connollya Odhner, 1932
- Cylichnidia R.T. Lowe, 1852
- Ferussacia Risso, 1826
- Geostilbia Crosse, 1867
- Hohenwartiana Bourguignat, 1864
- Karolus de Folin, 1870
- Pseudocalaxis Pallary, 1912
- Pyrgella R.T. Lowe, 1855
- Sculptiferussacia Germain, 1911

Rodzajem typowym rodziny jest Ferussacia.